# تشاوبيو
تشاوبيو (بالبورمية: ကျောက်ဖြူမြို့)‏ هي بلدة رئيسية في ولاية راخين، في غرب ميانمار. وتقع في الركن الشمالي الغربي لجزيرة رامري على خليج كومبرمرى، وعلى بعد 400 كيلومتر شمال غرب يانغون. وهي البلدة الرئيسية لكل من بلدية كياوكبيو ومقاطعة كياوكبيو. البلدة تطل على ميناء طبيعي يربط تجارة الأرز بين كلكتا ويانگون. وقـُدِر عدد السكان في 1983 بـ 19.456 نسمة. وفي 2014، ارتفع عدد سكان تشاوپيو إلى 44.500 نسمة.

## أصل الاسم
اسم تشاوبيو (ويعني حرفياً "الصخرة البيضاء") في النطق البورمي.

## التاريخ
موقع البلدة الحالي، كان في الأصل قرية صيد في القرن السابع عشر. بعد الحرب البريطانية البورمية الأولى، أسس البريطانيون تشاوبيو عام 1827 في موقع قرية الصيد. عام 1852، أصبحت مدينة مقاطعة.
في 22 أكتوبر 2010، أدى اعصار غيري إلى انزلاق أرضي على الساحل الغربي لميانمار عند شمال البلدة بقوة خمس درجات.